# Samba de Amigo

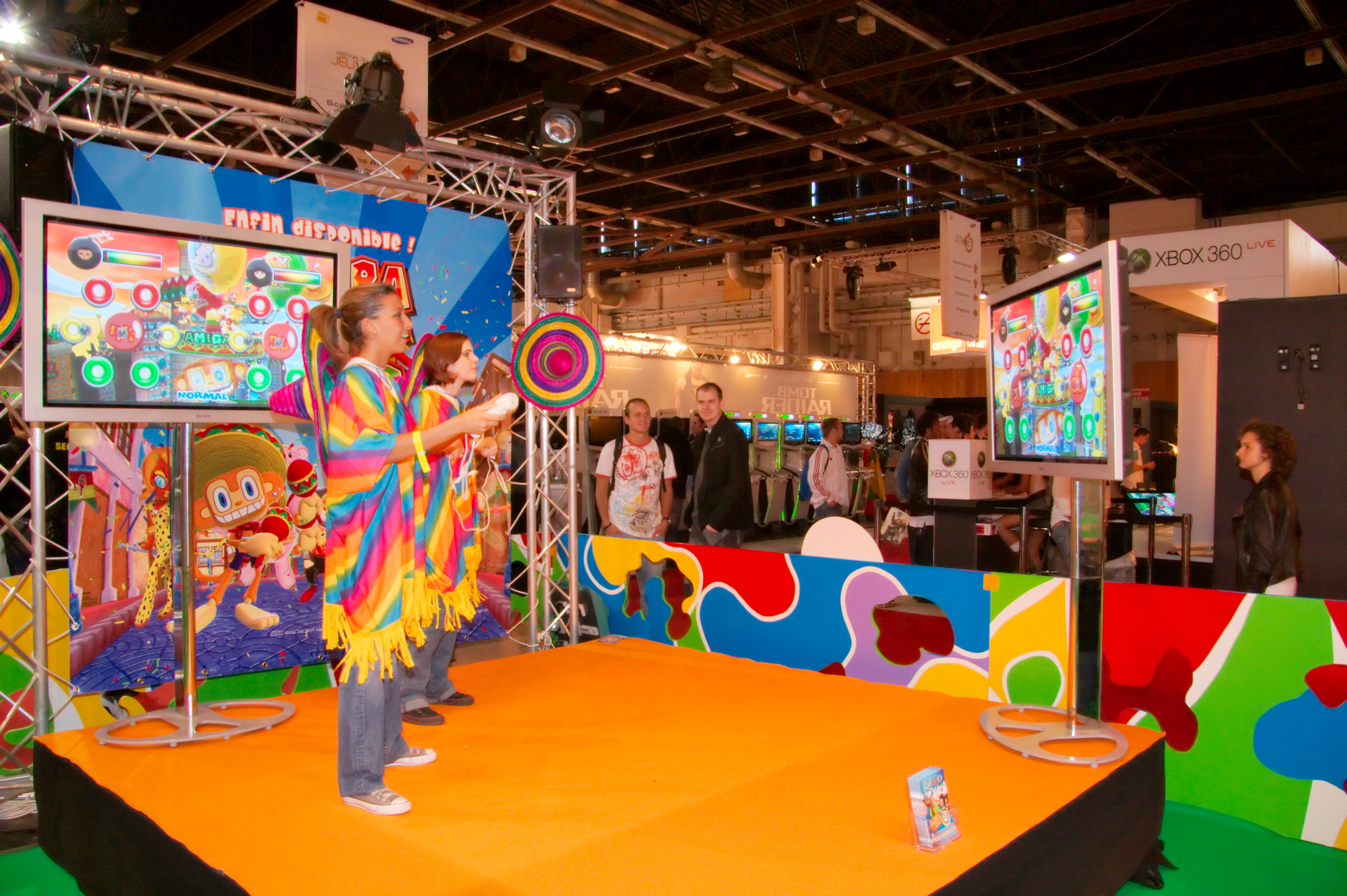
Festival de Videojuegos 2008 (París, Francia)

Samba de Amigo es un videojuego perteneciente a la saga homónima desarrollada por Sonic Team y distribuida por SEGA. La primera versión salió para arcade en 1999 mientras que la primera doméstica apareció en la consola Dreamcast en 2000, y cuenta como principal aliciente el uso de unas maracas como periféricos con el objetivo de encadenar una serie de movimientos que aparecen en pantalla al ritmo de la música.
En 2008 salió al mercado una nueva versión de la saga para la consola Wii de Nintendo, que desarrolló la compañía Gearbox Software.

## Sistema de juego
Samba de Amigo se juega con un par de maracas como sistema de control. Cuando la canción suena, el jugador debe agitar las maracas según la posición que se indique en pantalla (alta, media o baja) siguiendo el ritmo de la música, y en ocasiones debe adoptar una pose que se indique en la pantalla. El jugador está representado en pantalla por "Amigo", un mono brasileño. Si el jugador lo hace bien, el escenario se volverá más colorista y animado mientras que si lo hace mal el mono quedará abandonado.
En el modo principal de juego cada jugador tiene seis puntos con un círculo en pantalla. Los rojos significan "agitar alto", los amarillos "agitar en el medio" y los verdes "agitar abajo". En escena aparecerán unos puntos azules que se acercarán a los círculos. En el momento en que lo hagan lo más cerca posible, el jugador deberá agitar la maraca en la posición marcada (por ejemplo, si se acerca al círculo rojo izquierdo el jugador deberá agitar la maraca izquierda en alto). Si ambas maracas se agitan en esa posición, el jugador obtiene un bonus "Amigo". En ocasiones los puntos aparecerán en línea, lo que significa que el jugador deberá agitar repetidamente las maracas según la posición que marque, y en otras aparecerá un monigote (llamado "Sr. pose") que adopta una posición que el jugador deberá imitar para obtener más puntos.

## Modos de juego
En el juego arcade el jugador tenía dos o tres canciones que interpretar, dependiendo de las opciones determinadas. Si el jugador lo hacía bien, aparecía una fase especial donde se podían jugar a más canciones siempre que las fuera completando correctamente.
En la versión de Dreamcast se incluyen más modos, conservando el original como "Modo Arcade", e incluía el "Modo Original" en el que el jugador podía interpretar seis canciones. Otro modo incluido era el "Modo Party" (Modo Fiesta) con varios videojuegos como el Guacamole (jugado de forma similar al Whac-A-Mole), Strike a pose (realizar varias poses) y 1-2-Samba! donde se debían agitar las maracas según el orden de aparición de los puntos. Para varios jugadores estaban el modo "Parejas" en el que ambos debían mostrar una compatibilidad a la hora de tocar las maracas, y el modo "Batalla" en el que deben encadenarse combos para derrotar al rival.
Finalmente, la versión doméstica también incluía el "Modo Desafio" en el que el jugador debe superar una serie de metas para acceder a nuevas fases, como obtener un nivel o una puntuación determinada. Incluye 25 desafíos separados en 5 fases. Además de la posibilidad de desbloquear nuevas canciones según se superen las pruebas de los modos "Desafío" y "Arcade", Samba de Amigo permitía la posibilidad de conectarse a Internet para descargarse nuevos sonidos y canciones.

## Maracas (periférico)
El videojuego original usaba unos periféricos de maracas rojas que llevaban incorporados unos sensores magnéticos capaces de determinar la posición del jugador. Al ser un sistema más caro, este sufrió una serie de variaciones en la versión doméstica. El juego de Dreamcast incluía unas maracas como controles. Cada maraca tiene una cuerda que se conecta a una barra que permanece en el suelo y que tiene un sensor en cada lado, mientras que la maraca tiene un sensor de ultrasonidos.
En la versión de Wii el jugador emplea el Wiimote en combinación con el Nunchuck u otro mando, aunque incluye también unas maracas como control opcional.

## Otras versiones

### Samba de Amigo Ver. 2000
Debido a las buenas ventas del primer Samba de Amigo en Japón, se lanzó una segunda versión para arcade y Dreamcast solo en ese país. El juego es más una actualización que una secuela, y contiene novedades como nuevas canciones (14 en total más 6 descargables), un nuevo personaje (Amiga, hermana de Amigo) que emplea una pandereta, y nuevos modos como un "Modo Survival", escenarios secretos, nuevos desafíos en el "Modo desafío" y un juego de voleibol que sustituye a los minijuegos originales.
El modo más importante es el "Modo Hustle" en el que el jugador debe jugar de forma normal pero con varias variaciones como más poses que adoptar o movimientos nuevos como mover las maracas en 360° o golpear varios círculos a la vez. Todas las canciones se pueden jugar tanto en el modo original como en el nuevo modo.
Estuvo previsto un lanzamiento en América del Norte y Europa llamada Ver. 2001, pero ésta fue cancelada cuando SEGA anunció su decisión de abandonar la producción de Dreamcast.

### Samba de Amigo (Wii)
En 2007 la desarrolladora Gearbox Software planteó a SEGA la idea de realizar una versión del juego de Dreamcast para la consola Wii. Para desarrollar el juego, contaron con Sonic Team como supervisores del proyecto. La principal novedad que plantea el juego es la posibilidad de jugar con el Wiimote y el Nunchuck (o dos mandos) para simular el batir de las maracas del juego original. También pueden adquirirse complementos con forma de maraca para añadir al mando.
Las principales novedades fueron el resideño de los personajes, la inclusión de los modos de Ver. 2000, un nuevo "Modo Carrera", la posibilidad de jugar con más personajes de SEGA, 44 canciones que incluyen algunas nuevas, contenidos descargables, soporte de Mii y listas de amigos para jugar en línea además de clasificaciones mundiales en dicho modo.

## Canciones
La mayoría de las canciones están interpretadas por sus grupos originales, aunque en algunos casos están interpretadas por otros grupos, de forma similar a otros juegos como Osu! Tatakae! Ouendan.
| Canción                                  | Artista                             | Arcade | DC | DC | Ver. 2000 | Wii | # |
| ---------------------------------------- | ----------------------------------- | ------ | -- | -- | --------- | --- | - |
| "Al Compás Del Mambo"                    | Perez Prado                         | Sí     | Sí | Sí | Sí        | Sí  | 5 |
| "Arriba Allez"                           | Bellini                             |        |    |    |           | Sí  | 1 |
| "Aserejé"                                | Las Ketchup                         |        |    |    |           | Sí  | 1 |
| "Baila Me"                               | Gipsy Kings                         |        |    |    |           | Sí  | 1 |
| "Bamboleo"                               | Gipsy Kings                         |        |    |    | Sí        | Sí  | 2 |
| "Borriquito"                             | Charo                               |        |    |    |           | Sí  | 1 |
| "Cha Cha"                                | Chelo                               |        |    |    |           | Sí  | 1 |
| "Cha Cha Cuba"                           | Matt Bianco                         |        |    |    | Sí        |     | 1 |
| "Como Ves"                               | Ozomatli                            |        |    |    |           | Sí  | 1 |
| "Conga"                                  | Miami Sound Machine                 |        |    |    |           | Sí  | 1 |
| "La Copa de la Vida"                     | Ricky Martin                        | Sí     |    | Sí | Sí        | Sí  | 4 |
| "Obí Obá"                                | Gipsy Kings                         |        |    |    | Sí        |     | 1 |
| "Do It Well"                             | Jennifer Lopez                      |        |    |    |           | Sí  | 1 |
| "El Mambo"                               | Solemar                             |        | Sí |    |           | Sí  | 2 |
| "El Ritmo Tropical (El Bimbo)"           | Dixie's Gang                        |        | Sí | Sí | Sí        | Sí  | 4 |
| "Games People Play"                      | Inner Circle                        |        |    |    | Sí        |     | 1 |
| "Gonna Fly Now"                          | Bill Conti                          |        |    |    | Sí        | Sí  | 2 |
| "Groove is in the Heart"                 | Dee Lite                            |        |    |    |           | Sí  | 1 |
| "Hot Hot Hot"                            | Arrow                               |        |    |    | Sí        | Sí  | 2 |
| "Jump in the Line"                       | Harry Belafonte                     |        |    |    |           | Sí  | 1 |
| "La Bamba"                               | Richie Valens                       | Sí     | Sí | Sí | Sí        | Sí  | 5 |
| "Livin' la Vida Loca"                    | Ricky Martin                        | Sí     |    | Sí | Sí        | Sí  | 4 |
| "Love Lease"                             | Masao Honda                         | Sí     | Sí | Sí | Sí        |     | 4 |
| "Low Rider"                              | War                                 |        |    |    |           | Sí  | 1 |
| "Macarena"                               | Los Del Rio                         | Sí     | Sí | Sí | Sí        | Sí  | 5 |
| "Magalenha"                              | Bellini and Mondonca Do Rio         |        |    |    |           | Sí  | 1 |
| "Mambo de Verano"                        | Wave Master                         |        |    |    | Sí        |     | 1 |
| "Mambo No. 5"                            | Lou Bega                            |        |    |    |           | Sí  | 1 |
| "Mambo No. 8"                            | Perez Prado                         |        |    |    |           | Sí  | 1 |
| "Mas Que Nada"                           | Jorge Ben                           | Sí     | Sí |    |           | Sí  | 3 |
| "Mexican Flyer"                          | Ken Woodman                         |        |    |    |           | Sí  | 1 |
| "Oye Como Va"                            | Santana                             |        |    |    |           | Sí  | 1 |
| "Papa Loves Mambo"                       | Perry Como                          |        |    |    |           | Sí  | 1 |
| "Pon de Replay"                          | Rihanna                             |        |    |    |           | Sí  | 1 |
| "Ran Kan Ran"                            | Tito Puente                         |        |    |    |           | Sí  | 1 |
| "S.O.S. (The Tiger Took My Family)"      | Dr. Bombay                          |        |    |    | Sí        |     | 1 |
| "Salomé"                                 | Chayanne                            |        |    |    | Sí        | Sí  | 2 |
| "Samba de Janeiro"                       | Bellini                             | Sí     | Sí | Sí | Sí        | Sí  | 5 |
| "Samba de Amigo (Samba de Janeiro 2000)" | Bellini P.K.G. Production (remix)   |        | Sí | Sí | Sí        | Sí  | 4 |
| "Smooth"                                 | Santana                             |        |    |    |           | Sí  | 1 |
| "Solo Tu"                                | WaveGroup                           |        |    |    |           | Sí  | 1 |
| "Soul Bossa Nova"                        | Quincy Jones                        | Sí     | Sí | Sí | Sí        | Sí  | 5 |
| "(Mucho Mambo) Sway"                     | Shaft                               |        |    |    | Sí        | Sí  | 2 |
| "Take on Me"                             | Reel Big Fish                       | Sí     | Sí | Sí | Sí        | Sí  | 5 |
| "Tango With Me"                          | WaveGroup                           |        |    |    |           | Sí  | 1 |
| "Tequila"                                | The Champs                          | Sí     | Sí | Sí | Sí        | Sí  | 5 |
| "Ali Bombaye"                            | Michael Masser                      | Sí     | Sí | Sí | Sí        |     | 4 |
| "Tout Tout Pour Ma Chérie"               | Michel Polnareff                    |        |    |    | Sí        |     | 1 |
| "Tubthumping"                            | No Smoking (Versión de Chumbawamba) | Sí     | Sí | Sí | Sí        | Sí  | 5 |
| "Un Aguardiente"                         | WaveGroup                           |        |    |    |           | Sí  | 1 |
| "Vamos a Carnaval"                       | Wave Master                         |        |    |    | Sí        | Sí  | 2 |
| "Volare"                                 | Gipsy Kings                         |        |    |    | Sí        | Sí  | 2 |
| "Marcha nupcial"                         | Felix Mendelssohn                   |        |    |    | Sí        | Sí  | 2 |

### Originales de Sega (Solo en Ver. 2000)
| Canción                                          | Juego                 | Compositor                | Vocalista                               | V.2000 Solo |
| ------------------------------------------------ | --------------------- | ------------------------- | --------------------------------------- | ----------- |
| "After Burner"                                   | After Burner          | Hiroshi "Hiro" Kawaguchi  |                                         |             |
| "(Angels With) Burning Hearts"                   | Burning Rangers       | Naofumi Hataya            | Dennis St. James                        |             |
| "Can You Become Rent-A-Hero For Mankind's Sake?" | Rent-A-Hero no.1      | Hiroshi Miyauchi          | Takenobu Mitsuyoshi & Hironobu Kageyama |             |
| "Dreams Dreams"                                  | NiGHTS into Dreams... | Tomoko Sasaki             | Curtis King Jr. & Dana Calitri          |             |
| "It Doesn't Matter"                              | Sonic Adventure       | Jun Senoue                | Tony Harnell                            | Sí          |
| "Lazy Days (Livin' in Paradise)"                 | Sonic Adventure       | Jun Senoue                | Ted Poley                               | Sí          |
| "Let Mom Sleep"                                  | Jet Set Radio         | Hideki Naganuma           |                                         | Sí          |
| "Let's Go Away"                                  | Daytona USA           | Takenobu Mitsuyoshi       | Eric Martin                             | Sí          |
| "Magical Sound Shower"                           | Out Run               | Hiroshi "Hiro" Kawaguchi  |                                         |             |
| "My Sweet Passion"                               | Sonic Adventure       | Fumie Kumatani            | Nikki Gregoroff                         | Sí          |
| "Opa-Opa!"                                       | Fantasy Zone          | Hiroshi "Hiro" Kawaguchi  |                                         |             |
| "Open Your Heart"                                | Sonic Adventure       | Jun Senoue, Kenichi Tokoi | Johnny Gioeli (Crush 40)                |             |
| "Sonic - You Can Do Anything"                    | Sonic the Hedgehog CD | Masafumi Ogata            | Keiko Utoku                             |             |
| "Super Sonic Racing"                             | Sonic R               | Richard Jacques           | T.J. Davis                              |             |
| "We Are Burning Rangers"                         | Burning Rangers       | Naofumi Hataya            | Marlon D. Saunders                      | Sí          |